# اس‌اف هیدرو
اس‌اف هیدرو (به انگلیسی: SF Hydro) یک کشتی بود که طول آن ۵۳ متر (۱۷۴ فوت) بود. این کشتی در سال ۱۹۱۴ ساخته شد.